# Ору-Бранку (Алагоас)
Ору-Бранку (порт. Ouro Branco) — муниципалитет в Бразилии, входит в штат Алагоас. Составная часть мезорегиона Сертан штата Алагоас. Входит в экономико-статистический микрорегион Сантана-ду-Ипанема. Население составляет 11 049 человек на 2007 год. Занимает площадь 205,4 км². Плотность населения — 51,79 чел./км².

## История
Город основан 21 июня 1962 года.

## Статистика
- Индекс развития человеческого потенциала на 2000 год составляет 0,599 (данные: Программа развития ООН).